# Prasanta Chandra Mahalanobis
Prasanta Chandra Mahalanobis (Calcutta, 29 giugno 1893 – Calcutta, 28 giugno 1972) è stato uno statistico e scienziato indiano, conosciuto per la distanza di Mahalanobis. È stato uno dei pionieri dell'antropometria in India, dove fondò anche l'Indian Statistical Institute.